# Eurogym

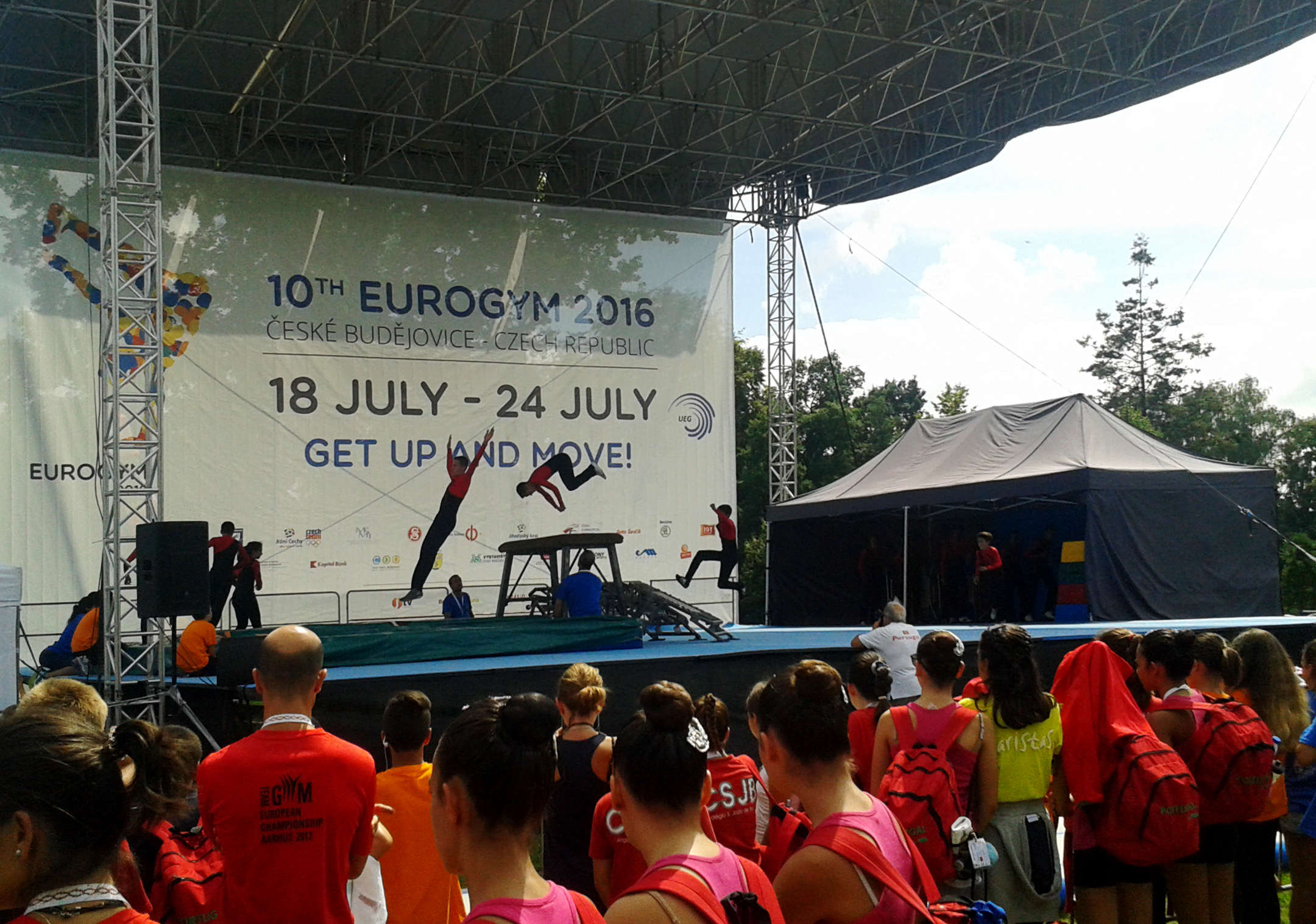
O desempenho de uma das equipas portuguesas em České Budějovice

O Eurogym é um dos maiores eventos de ginástica não-competitiva, para os jovens com idades entre 12-18 anos, que se realiza a cada dois anos em um dos países europeus. Este evento dá aos jovens ginastas a oportunidade de realizar performances de grupo no palco com participação internacional. 
O Eurogym é organizado pela UEG (União Europeia de Ginástica) em parceria com a Federação Nacional.

## Descrição
Eurogym é um evento social não-competitivo, que começa com uma cerimônia de abertura, seguido de uma semana de apresentações, workshops, oficinas e reuniões, e conclui com a cerimônia de encerramento do Eurogym de Gala (Nesta  cerimónia  os  participantes têm  a  oportunidade  de mostrar  o  que  aprenderam  nos diversos workshops que realizaram durante o EUROGYM).

## Quem pode participar
A participação está aberta a todos os clubes filiados na FGP. Todos os Ginastas, Treinadores e Dirigentes devem estar devidamente filiados na Federação e fazer prova de possuírem seguro desportivo válido, de acordo com a legislação em vigor.
É  permitidaa  inscrição  de  um  grupo com  ginastas  com  idade  inferior  a  12  anos,  sendo  que  a constituição  do  grupo deverá  ter  no  máximo  10%  dos  elementos  do  grupo  com  10  e  11  anos de  idade. Igualmente  é  permitido  a  inscrição  de  ginastas  com  idade  superior  a  18  anos  e inferior a 20 anos, desde que não ultrapasse 10% dos elementos do grupo. Um grupo para participar deverá terno mínimo 6 ginastas.

## História
O primeiro festival foi realizado em Lisboa, Portugal, em 1993. Durante o Congresso Português no Funchal em (2002) foi aprovada uma proposta para uma reunião da juventude ginásta a realizar a cada dois anos.
O 10º Eurogym foi realizado pela primeira vez na Europa Central, em České Budějovice(República Checa)entre os dias 18 e 24 de julho de 2016. České Budějovice é uma cidade situada no sul da República Checa, com grande valor histórico, fundada em 1265 pelo rei Premysl Otakar II. Performances publicas decorreram e em quatro locais, na praça de Premysl Otakar II., na ilha Sokol, na praça Mariénské e na rua Lannova. As cerimônia de abertura e encerramento decorreram na "Budvar Arena".
| Vintage | Ano  | Cidade           | País            | Participantes [4] |
| ------- | ---- | ---------------- | --------------- | ----------------- |
| 1       | 1993 | Lisboa           | Portugal        | 500               |
| 2       | 1997 | Friedrichshafen  | Alemanha        | 685               |
| 3       | 2001 | Dornbirn         | Austria         | 1950              |
| 4       | 2004 | Jyvaskyla        | Finlândia       | 2100              |
| 5       | 2006 | Gent             | Bélgica         | 3300              |
| 6       | 2008 | Albi             | França          | 3880              |
| 7       | 2010 | Odense           | Dinamarca       | 4180              |
| 8       | 2012 | Coimbra          | Portugal        | 3619              |
| 9       | 2014 | Helsingborg      | Suécia          | 4597              |
| 10      | 2016 | České Budějovice | República checa | 3900              |
| 11      | 2018 | Liège            | Bélgica         | 4100              |
| 12      | 2020 | ‎Reiquiavique     | Islandia        |                   |

1. ↑  http://www.fgp-ginastica.pt/_usr/downloads/EUROGYM%202016_DocOrientador.pdf
2. ↑  http://www.ueg.org/en/ueg-history-key-dates
3. ↑  http://www.budejckadrbna.cz/sport/ostatni-sporty/12235-budejce-oziji-gymnastikou-a-tancem-zacina-eurogym-2016.html?utm_source=copy

4. ↑ http://www.ueg.org/en/Gymnastics-returns-to-its-basis!-2016-06-18-1300